# Merseguera
La merseguera es una variedad de uva blanca de vino procedente de España. Es habitual en las denominaciones de origen (DDOO) de Alicante, Jumilla y Valencia. En la Comunidad Valenciana se la conoce también como exquitsagos y verdosilla.

## Regiones
Según la normativa, merseguera es una variedad recomendada para las comunidades autónomas de Castilla-La Mancha, Murcia y la Comunidad Valenciana.
Se cultiva en las denominaciones de origen de Valencia (donde se cultiva cerca del 70% de toda España, según datos de 2006), Alicante, Jumilla, Yecla, Utiel-Requena, Tarragona y el Panadés.

## Características
Es de maduración tardía y muy presente en las zonas con pocas precipitaciones. La vid se adapta muy bien a los distintos tipos de suelo. Los racimos son de tamaño medio y sueltos, con uvas medianas y de color verde-amarillento.
En las características de los caldos obtenidos con esta uva destaca su tono pálido, en algunos casos pajizo. En las zonas frías el resultado es un vino muy fino, con aromas ligeros y poca acidez. En lugares más cálidos, los vinos pueden tener un elevado nivel de alcohol, lo que permite realizar caldos semidulces.

## Sinónimos
La merseguera también es conocida como blanqueta, blanquilla, escanyagos, exquitsagos, exquitxagos, gayata, gayata blanca, lanjarón, lanjaron claro, macaban, macabeo basto, marisancha, marisancho, marseguera, masadera, masaguera, masseguera, menseguera, merseguera de río, mersequera, meseguera, messeguera, messeguera común, mezeguera, mezeyguera, planta borda, planta de gos, trova, uva planta, verdosilla y verema blanca.